# جان بيار غرينير
جان بيار غرينير (بالفرنسية: Jean-Pierre Grenier)‏ هو كاتب سيناريو ومخرج وممثل فرنسي، ولد في 20 نوفمبر 1914 في باريس في فرنسا، وتوفي في 20 فبراير 2000 في فريجوس في فرنسا.

## وصلات خارجية
- جان بيار غرينير على موقع IMDb (الإنجليزية)
- جان بيار غرينير على موقع ألو سيني (الفرنسية)
- جان بيار غرينير على موقع قاعدة بيانات الأفلام السويدية (السويدية)
- جان بيار غرينير على موقع قاعدة بيانات الفيلم (الإنجليزية)
- جان بيار غرينير على موقع كينوبويسك (الروسية)